# Entoloma clypeatum
Entoloma clypeatum —también llamado macica o rodófilo en escudo— es un hongo basidiomiceto de la familia Entolomataceae. Su seta, o cuerpo fructífero, es comestible, y aflora desde primavera hasta principios de verano, generalmente bajo manzanos, perales u otras rosáceas. A menudo también crece el robledales o hayedos en suelos con muchos nutrientes. Su basónimo es
Agaricus clypeatus L. 1753, cuyo epíteto específico, clypeatus, significa "con forma de escudo (clípeo)".

## Descripción
Su seta presenta un sombrero de entre 10 y 12 centímetros de diámetro. Es de color pardo o marrón grisáceo, con cutícula suave al tacto y un mamelón central. Es carnoso, y en ejemplares jóvenes tiene forma convexa. Más tarde se extiende de forma irregular, presentando un borde ondulado en los ejemplares más maduros. Las láminas están separadas y son anchas y escotadas, de color blanco al principio y rosado más tarde. El pie es de color blanco o grisáceo, y mide unos 10 centímetros de longitud y entre 1 y 1,5 cm de diámetro. En setas muy maduras suele estar hueco y a menudo retorcido.